# Fem stoppar spöktåget
Fem stoppar spöktåget (Five Go Off to Camp) är skriven av Enid Blyton och är en bok i serien Femböckerna, utgiven 1948.

## Handling
Det är sommarlov och femgänget ska ut och campa. Magister Luffy, som undervisar på Julians och Dicks internatskola, som också är bekant med pojkarnas och Annes föräldrar, följer med för att hålla koll på barnen. Samtidigt som han ägnar sig åt sin favoritsysselsättning, att studera småkryp.
Vid heden, där de slår upp sina tält, finns det ett gammalt järnvägsspår och en station som inte används längre. Femgänget får veta att det går spöktåg om nätterna och tillsammans med Jock(e) (Benny heter han i Kerstin Lennerthsons översättning), en pojke som bor på en bondgård vid heden, undersöker de saken närmare. Detta trots att Jockes styvfar sagt åt dem att låta bli.
De får reda på att styvfadern, tillsammans med vissa av de anställda på bondgården är inblandade i en häleri- och smugglingshärva. De inblandade stjäl saker, lastar det på de så kallade spöktåget, och lagrar det i en lönntunnel som byggts efter att ett spår rasat igen. Tågen går alltså inte till stationen på andra sidan heden.

## Svenska översättningar
Boken översattes 1956 till svenska av Ingegerd Lindström och kom i många nytryck till 1973 då en nyöversättning av Kerstin Lennerthson kom ut. Sedan har boken kommit i flera upplagor med olika omslagsbilder. En ljudbok av Lennerthsons översättning publicerades 2005.
Äventyrsspelet Spöktåget en anpassning efter Fem stoppar spöktåget med text av Stephen Thraves och illustrationer av Gary Rees i översättning: Kerstin Lennerthson gavs ut av Citadell  1986.

## Bokens karaktärer
- Anne, Dick, Julian – Syskon, kusiner med George
- Georgina "George" – Kusin till Anne, Dick och Julian
- Tim – Georges hund
- Anne, Dick och Julians föräldrar
- Magister Luffy "Luffarn" – Dick och Julians lärare och vän till familjen
- Träbens-Sam – Vakt på järnvägsstationen
- Jocke Robins – Pojke bosatt på bondgården vid heden
- Mary Andrews – Jockes mamma
- John Andrews – Jockes styvfar